# Halina Adamska-Dyniewska
Halina Aleksandra Adamska-Dyniewska (ur. 26 września 1930 w Trzebiegoszczy, zm. 16 maja 2001 w Łodzi) – polska lekarka, prof. zw. dr hab. med., specjalistka chorób
wewnętrznych i farmakologii. Pełniła funkcję redaktora naczelnego Wydawnictwa
Naukowego Towarzystwa Terapii Monitorowanej i kierownika Zakładu Farmakologii
Klinicznej Wojskowej Akademii Medycznej w Łodzi.

## Życiorys
Po studiach w latach 1948-1953 na Wydziale Lekarskim Akademii Medycznej w Łodzi rozpoczęła pracę na stanowisku asystent Zakładu Higieny Ogólnej i Społecznej tej uczelni.
Ścieżka doskonalenia zawodowego Haliny Adamskiej-Dyniewskiej obejmowała
specjalizację z chorób Wewnętrznych I° (1959) i II° (1962). W następnych latach
kontynuowała szkolenie podyplomowe uzyskując w roku 1974 specjalizację z
kardiologii, a w 1989 roku specjalizację z farmakologii klinicznej.
Halina Adamska-Dyniewska od 1958 roku pracowała na Oddziale Chorób Wewnętrznych
Szpitala im. Jonschera w Łodzi, następnie w II Klinice Chorób Wewnętrznych Wojskowej Akademii Medycznej,
a od roku 1974 w Klinice Chorób Wewnętrznych tej uczelni medycznej. W 1979 roku
została mianowana kierownikiem Zakładu Farmakologii Klinicznej aż do czasu
przejścia na emeryturę w 2000 r.
Praca naukowa Haliny Adamskiej-Dyniewskiej zaowocowała w 1965 roku uzyskaniem
tytułu doktora medycyny po obronie rozprawy doktorskiej pt.: „Transaminazy:
glutaminowo-szczawiowooctowa i glutaminowo-pirogronowa w surowicy oraz
ketokwasy: pirogronowy i α-ketoglutarowy we krwi w zawale mięśnia sercowego”.
Następny krok w karierze naukowej to uzyskanie w 1972 tytułu doktora
habilitowanego nauk medycznych na podstawie dorobku naukowego i rozprawy
habilitacyjnej pt.: „Dynamika całkowitego skurczu lewo-komorowego pod wpływem
leków działających na inotropizm, z uwzględnieniem skojarzonego stosowania
glikozydów nasercowych i związków przeciwarytmicznych”. Tytuł naukowy profesora
nadzwyczajnego otrzymała w roku 1981, a w 1990 roku tytuł profesora zwyczajnego.

## Praca naukowa
Zainteresowania naukowe Haliny Adamskiej-Dyniewskiej obejmowały głównie
kardiologię i farmakologię kliniczną, m.in.:
- rola pierwiastków śladowych w patogenezie chorób układu krążenia
- badania z zakresu farmakokinetyki klinicznej i biostępności biologicznej leków
- badania nad zaburzeniami biotransformacji leków w różnych stanach chorobowych

Kierowała licznymi pracami naukowo-badawczymi resortowymi i za pracę dotyczącą
zawału podwsierdziowego w 1985 r. otrzymała nagrodę zespołową I° Ministra Obrony Narodowej.

## Publikacje
W dorobku Haliny Adamskiej-Dyniewskiej jest 9 monografii książkowych, m.in.
monografia „Leki hamujące enzym przekształcający angiotensynę, działanie i zastosowanie kliniczne”
oraz autorstwo lub współautorstwo ponad 460 prac naukowych.
Wchodziła w skład trzech Komisji Polskiej Akademii Nauk: Farmakologii Klinicznej i Chronoterapii (od 1990 r. przewodnicząca), Terapii Kontrolowanej Komitetu Terapii Doświadczalnej oraz Dostępności Biologicznej Leku
Komitetu Nauk o Leku.

## Działalność okołonaukowa
Halina Adamska-Dyniewska była współzałożycielką i dwukrotnie pełniła funkcję
prezesa Towarzystwa Terapii Monitorowanej,
Pełniła funkcję członka Zarządu Polskiego Towarzystwa Nadciśnienia Tętniczego, członka Zarządu Łódzkich Oddziałów: Polskiego Towarzystwa Kardiologicznego, Towarzystwa Internistów Polskich i Polskiego Towarzystwa Farmakologicznego. Należała do International
Society of Cardiovascular Pharmacotherapy, International Theurapeutic Drug
Monitoring Association, Polskiego Towarzystwa Lekarskiego, Łódzkiego Towarzystwa
Naukowego. Była głównym współorganizatorem łódzkiego oddziału Polskiego
Towarzystwa Nadciśnienia Tętniczego.
Od 1990 roku była redaktorem naczelnym kwartalnika „Problemy Terapii
Monitorowanej” oraz wydawnictw naukowych Towarzystwa Terapii Monitorowanej dotyczących m.in. nowych leków
wprowadzanych do lecznictwa.

## Działalność dydaktyczna
Halina Adamska-Dyniewska była także zaangażowana w działalność dydaktyczną.
Była kierownikiem specjalizacji kilkudziesięciu lekarzy
z zakresu chorób wewnętrznych, kardiologii i farmakologii klinicznej.
Poza tym pełniła rolę promotora
15 przewodów doktorskich, recenzenta 49 prac
doktorskich, habilitacyjnych i wniosków o nadanie
tytułu profesora. W latach 1953–1962 roku prowadziła zajęcia ze studentami Akademii Medycznej, a następnie Wojskowej Akademii Medycznej w Łodzi.

## Zainteresowania pozazawodowe
Do zainteresowań pozazawodowych Haliny Adamskiej-Dyniewskiej należały malarstwo, muzyka symfoniczna i operowa.

## Odznaczenia i wyróżnienia
- Medal Komisji Edukacji Narodowej
- Złoty Krzyż Zasługi
- Odznaka Przodującego Nauczyciela Akademickiego